# 我是证人
《我是证人》（英語：The Witness）是中韩联合制作的悬疑剧情犯罪电影，导演是韩国的安尚勋，主演鹿晗、杨幂、朱亚文、王景春。為韩国电影《盲证》孿生姐妹作，是同一個劇本，但是经过改编、完善，由兩組不同人馬，不同語言拍攝而成。

## 剧情
路小星（杨幂 饰）是一位初出茅庐的见习女警，她的弟弟死于一场意外，而作为见证人的路小星则双目失明。尽管失去了视觉，但路小星的其他感官却因此而意外的活跃起来，即便生活在黑暗之中，路小星却依旧能够敏感的感受到周遭的一举一动。 一场车祸中，路小星成为了目击者，凭借着自己的特殊能力，她做出了证词，路小星绝佳的感官和记忆力吸引了老刑警鲁力（王景春 饰）的注意。林冲（鹿晗 饰）是车祸的另一位目击者，可奇怪的是，他所做出的证词恰恰和路小星的证词截然不同。一个是五感健全的普通人，一个是双目失明的盲人，就在为谁的证词才是真实的针锋相对时，二人又成为车祸犯人意图灭口的对象，命在旦夕……凶手究竟是谁？他们是否有能力化险为夷？迷雾层层，危机四起，不见真相。

## 演員
| 演员              | 角色   | 备注                                                                                  |
| ----------------- | ------ | ------------------------------------------------------------------------------------- |
| 杨幂 少年：柴蔚   | 路小星 | 曾为见习女警察，后因事故意外而失明。 在一场车祸中，路小星成为了目击者，成为盲人证人。 |
| 鹿晗 少年：曹英睿 | 林冲   | 街头时尚帅气的少年，热爱滑直轮。车祸另一位目击者。后与路小星协助办案。                |
| 王景春            | 魯力   | 从事刑警行业多年的老刑警，负责案件侦查。                                              |
| 朱亚文            | 唐峥   | 变态整形杀人医生，制造多起绑架杀人案。是剧中的犯罪嫌疑人。                            |
| 刘芮麟            | 梁聰   | 路小星的弟弟，爱好唱歌，性格叛逆，后於事故意外而身亡。                                |
| 赖艺              | 鏡框   | 一个年轻的刑警，是老刑警鲁力的助手。                                                  |
| 李溪芮            | 高亚楠 | 路小星曾经在警校学习时的师妹。                                                        |
| 聪聪              | 聪聪   | 路小星的导盲犬，后为保护主人路小星而丧命。                                            |
| 崔宝月            | 露     |                                                                                       |
| 许龄月            | 唐倩   | 唐峥的妹妹。                                                                          |
| 项洪              | 小星妈 |                                                                                       |

## 音乐原声
| 歌曲名 | 演唱 | 作词   | 作曲        | 备注   |
| ------ | ---- | ------ | ----------- | ------ |
| 勋章   | 鹿晗 | 朱婧汐 | Jamie Scott | 主题曲 |